# Donje Taborište (Glina)
Donje Taborište falu Horvátországban, Sziszek-Monoszló megyében. Közigazgatásilag Glinához tartozik.

## Fekvése
Sziszek városától légvonalban 29, közúton 39 km-re nyugatra, községközpontjától légvonalban 14, közúton 18 km-re északnyugatra, a Glinát Zágrábbal összekötő 31-es számú főút mentén Gornje Taborište és Kulpatő (Pokupsko) között fekszik. Nevének előtagja az innen 3 km-re délkeletre fekvő Gornje Taborištétől különbözteti meg. A két település közül Donje Taborište fekszik alacsonyabban, ezért kapta az „alsó” jelzőt.

## Története
A környék számos településéhez hasonlóan a 17. század vége felé népesült be. A katonai határőrvidék része lett. A 18. század közepén megalakult a Glina központú első báni ezred, melynek fennhatósága alá ez a vidék is tartozott. 1881-ben megszűnt a katonai közigazgatás és Zágráb vármegye Glinai járásának része lett. 1900-ban 355, 1948-ban 214 lakosa volt. 1918-ban az új szerb-horvát-szlovén állam, majd később Jugoszlávia része lett. A második világháború idején a Független Horvát Állam része volt. 1991. június 25-én az akkor kikiáltott független Horvátország része lett. A szerb erők 1991 októberében elfoglalták és lerombolták, horvát lakosságát elűzték. Csak 1995. augusztus 8-án a Vihar hadművelettel szabadította fel a horvát hadsereg. 2011-ben 40 lakosa volt, akik földműveléssel, állattartással foglalkoztak. A gornja bučicai plébániához tartoztak.

## Népesség
| Lakosság változása | Lakosság változása | Lakosság változása | Lakosság változása | Lakosság változása | Lakosság változása | Lakosság változása | Lakosság változása | Lakosság változása | Lakosság változása | Lakosság változása | Lakosság változása | Lakosság változása | Lakosság változása | Lakosság változása | Lakosság változása |
| ------------------ | ------------------ | ------------------ | ------------------ | ------------------ | ------------------ | ------------------ | ------------------ | ------------------ | ------------------ | ------------------ | ------------------ | ------------------ | ------------------ | ------------------ | ------------------ |
| 1857               | 1869               | 1880               | 1890               | 1900               | 1910               | 1921               | 1931               | 1948               | 1953               | 1961               | 1971               | 1981               | 1991               | 2001               | 2011               |
| 0                  | 0                  | 0                  | 0                  | 355                | 0                  | 0                  | 0                  | 214                | 202                | 180                | 166                | 148                | 120                | 59                 | 40                 |

(1857 és 1890, valamint 1910 és 1931 között lakosságát Taborište néven Gornje Taborištéhez számították.)

## Nevezetességei
- A Fájdalmas Krisztus tiszteletére szentelt római katolikus kápolnája. A gornja bučicai plébánia filiája.
- Régi malom.